# Тарасов, Владимир Константинович
Владимир Константинович Тарасов (25 мая 1942, Ленинград) — советский и российский социальный технолог, бизнес-тренер, автор ряда книг по менеджменту, разработчик деловых игр и тренингов, основатель и руководитель первой школы бизнеса на территории Советского Союза — Таллинской школы менеджеров. Основана в 1984 году в Таллине.
Известен как основоположник нового направления в менеджменте — искусства управленческой борьбы, автор и разработчик оценочной технологии руководителей и специалистов (СААРС). Его деловые игры и тренинги получили широкое распространение в России, Белоруссии, Украине, Казахстане, Молдавии, Германии, Израиле, США и других странах. Разработал образовательные технологии «Бизнес-лагерь» (1984 год), «Управленческий поединок» (1986 год), «Паратеатр» (1988 год), «Крауд-тренинг» (2015 год) и другие.
Автор ряда книг по менеджменту, в том числе бестселлеров:
- «Технология жизни: Книга для героев»[13],
- «Искусство управленческой борьбы»[7],
- «Философские рассказы для детей от 6 до 60 лет. Романтические истории. Опыт обычной жизни»,
- «Русские уроки японских коанов»,
- «Социальная технология в вопросах и ответах».

Публиковался также под псевдонимами Volli Tark и Voldemar Tark.
Член Союза писателей Северной Америки.
Почётный президент российской Федерации управленческой борьбы (ФУБ).
Почётный академик российской Академии социальных технологий.

## Биография
Детство и юность Владимира Тарасова прошли в Ленинграде.
Учился в Ленинградском университете на физическом факультете и окончил Тартуский университет по специальности «Теоретическая физика». Тема дипломной работы была посвящена философии пространства.
Первая научная работа в области социальной технологии, посвящённая приёмам уговаривания, была опубликована в 1967 году в сборнике материалов конференции ленинградских психологов.
В 70-е годы занялся разработкой и организацией систем управления.
В 1973 году предложил метод идентификации личности по деловым характеристикам, на основании которого разработал систему автоматизированной аттестации руководителей и специалистов (СААРС), получившую распространение по всей территории СССР, благодаря чему стал известен среди специалистов по управлению. Система вызвала неоднозначную реакцию среди управленцев, так как некоторых специалистов и руководителей, непрочно сидевших в своих креслах, она могла «просветить» и чётко сказать, кто есть кто. Благодаря тому, что оценка деловых качеств проходила через компьютер, уровень пристрастности результата был сведён к нулю.
15 января 1984 года стартовал первый бизнес-курс и большая деловая игра с использованием игровой валюты «вийтна», имевшей реальное товарное покрытие, что послужило началом деятельности первой школы бизнеса в Советском Союзе — Таллинской школы менеджеров.
С 1985 по 1988 годы проводил в различных городах Советского Союза городские и отраслевые конкурсы по отбору резерва на выдвижение на должности руководителей различного уровня.
Весной 1986 года в зале Таллинского дома рационализаторов и изобретателей состоялся первый управленческий поединок, впоследствии ставших популярным управленческим тренингом во многих странах на всём русскоязычном бизнес-пространстве.
В 1986 году из-за разногласий с партийными органами был вынужден покинуть Эстонию и уехать работать на Сахалин в город Невельск, где обучал рыбаков искусству управления.
В период с 1987 по 1989 годы открылись тринадцать отделений Таллинской школы менеджеров в различных городах Советского Союза.
Осенью 1989 года был проведён широкомасштабный социально-технологический эксперимент, изменивший дальнейшую жизнь практически всех участников — бизнес-лагерь Владимира Тарасова в Бердянске, в котором в течение 50 дней около 500 человек прожили свою «вторую жизнь» в семи игровых «государствах».
В период с 1993 по 1999 годы при Таллинской школе менеджеров действовал менеджмент-колледж (вечерняя форма обучения), реорганизованный затем в менеджмент-гимназию Таллинской школы менеджеров (дневная форма обучения). По окончании обучения ученики получали одновременно два образования: общее среднее и среднее специальное в области менеджмента.
По инициативе Владимира Тарасова в 2001 году учениками Таллинской школы менеджеров в Саратове была создана межрегиональная общественная организация «Федерация управленческой борьбы» (ФУБ), организующая и проводящая на территории России региональные и общероссийские чемпионаты по управленческой борьбе.

## Книги

### Нарусском языке
- 1982 — «Система автоматизированной аттестации руководителей и специалистов (СААРС). Опыт социальной технологии» — Таллин: Валгус.
- 1989 — «Персонал-технология: отбор и подготовка менеджеров» — Ленинград: Машиностроение.
- 1992 — «Технология жизни: книга для героев» — Таллин: Printal AS.
- 1998 — «Техника управленческой борьбы» — Санкт-Петербург: Политехника.
- 1998 — «Искусство управленческой борьбы» — Санкт-Петербург: Политехника.
- 2002 — «Философские рассказы для детей. Рисунки Насти Тарасовой» — Таллин: Kvibek Trade.
- 2002 — «Внутрифирменные отношения в вопросах и ответах» — Таллин: Kvibek Trade.
- 2005 — «Полководец» — Москва: Добрая книга.
- 2006 — «Управленческая элита: Как мы её отбираем и готовим» — Санкт-Петербург: Политехника.
- 2008 — «Русские уроки японских коанов» — Москва: Добрая книга.
- 2012 — «Философские рассказы для детей от 6 до 60 лет. Опыт обычной жизни» — Москва: Добрая книга.
- 2012 — «Философские рассказы для детей от 6 до 60 лет. Романтические истории. Опыт обычной жизни» — Москва: Добрая книга.
- 2017 — «Социальные технологии Таллиннской школы менеджеров. Опыт успешного использования в бизнесе, менеджменте и частной жизни» — Москва: Добрая книга.
- 2017 — «Социальная технология в вопросах и ответах» — Москва: Добрая книга.
- 2017 — «Технология лидерства» — Москва: Добрая книга.
- 2018 — «Прагматическая логика» — Москва: Добрая книга.
- 2020 — «Непреклонная воля. Управление современной компанией по Макиавелли» — Москва: Бомбора.
- 2022 — «Управление по Макиавелли. Тонкости этики и технологии управления современной компанией» — Москва: Добрая книга.

### На иностранных языках
- 1992 — Elu põhitõed: Raamat kangelastele. — Tallinn: Printal AS (перевод «Технология жизни: книга для героев» на эстонский язык).
- 2002 — The Art of Management Fighting. — Tallinn: Kvibek Trade (перевод «Искусство управленческой борьбы» на английский язык).
- 2002 — Philosophical stories for children. — Tallinn: Kvibek Trade (перевод «Философские рассказы для детей. Рисунки Насти Тарасовой» на английский язык).
- 2005 — Juhtimisvõitluse kunst. — Tallinn: Kvibek Trade (перевод «Искусство управленческой борьбы» на эстонский язык).
- 2016 — Мистецтво управлінської боротьби. Технології перехоплення і утримання управління. — Київ: ТОВ «Софія-А» ЛТД (перевод «Искусство управленческой борьбы» на украинский язык).
- 2017 — 管理斗争的艺术 — Москва: Добрая книга (перевод «Искусство управленческой борьбы» на китайский язык).
- 2019 — DZĪVES TEHNOLOĢIJA — Riga: Jumava (перевод «Технология жизни: книга для героев» на латышский язык).